# Cássio José de Abreu Oliveira
Cássio José de Abreu Oliveira genannt Cássio (* 8. Januar 1980 in Rio de Janeiro) ist ein ehemaliger brasilianischer Fußballspieler.

## Karriere

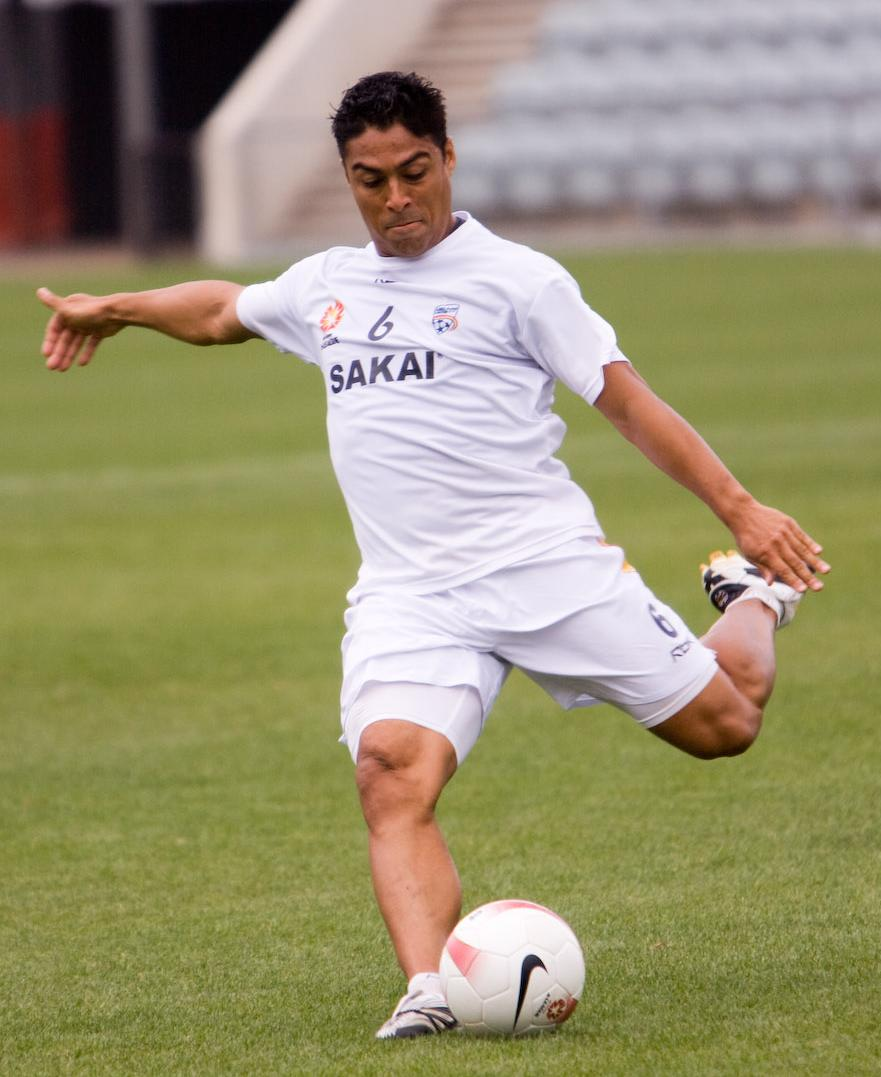
Cássio beim Training in Adelaide (2007)

Nach diversen Stationen in seiner Heimat Brasilien, in Paraguay, Mexiko und den USA wechselte Cássio 2007 nach Australien zu Adelaide United, da diese all ihre Linksverteidiger weggegeben hatten und folglich eines neuen bedurfte.
Bereits in den ersten Spielen bestach er mit seinen Auftritten, sodass er am Ende der Saison 2007/08 von den Mitgliedern des Vereins zum besten Spieler gewählt wurde.
Nachdem sein Vertrag im Oktober 2008 bis 2010 verlängert wurde, erfüllte er auch seinen Ruf, torgefährlich zu sein, so schoss er in der Saison 2008/09 in 16 Spielen 4 Tore, die allesamt Weitschüsse waren. Ende Dezember 2014 beendete Cássio seine aktive Laufbahn.

## Erfolge
Flamengo
- Copa dos Campeões: 2001

Adelaide United
- Club Champion: 2007/08

## Auszeichnungen
Adelaide United
- Player’s Player of the Year: 2007/08
- Nominierung in das PFA Team of the Year: 2010/11